# Hydrocolus rufiplanulus
Hydrocolus rufiplanulus är en skalbaggsart som först beskrevs av Henry Clinton Fall 1923.  Hydrocolus rufiplanulus ingår i släktet Hydrocolus och familjen dykare. Inga underarter finns listade i Catalogue of Life.